# Mojo (Andong)
Mojo is een bestuurslaag in het regentschap Boyolali van de provincie Midden-Java, Indonesië. Mojo telt 5461 inwoners (volkstelling 2010).